# Chronologie de la Nouvelle-France
Cet article présente une chronologie détaillée de l'histoire de la Nouvelle-France.
- 1534 à 1607, le début de la Nouvelle-France

- 1608 à 1662, de la fondation de Québec

- 1663 à 1759, l'âge d'or de la Nouvelle-France

- 1760 à 1763, la chute de la Nouvelle-France